# Magyary Szulpic Ferenc
Magyary Szulpic Ferenc (Esztergom, 1854. szeptember 28. – Esztergom, 1887. július 2.) bencés szerzetes, áldozópap és gimnáziumi tanár.

## Élete
Magyary László és Scherhauf Róza fia. 1870. szeptember 8-án lépett a rendbe; a teológiát Pannonhalmán elvégezvén, 1877. október 8-án fölszenteltetett. 1877–1878-ban hitszónok Pannonhalmán és 1878-1879-ben ugyanott alkönyvtárnok volt. 1878-tól a komáromi főgimnázium tanára lett.
Czikkei az Esztergomban (1875. 50– 52. szám, A keresztes hadak vitézei Esztergomban, 1877); a Komáromi Lapokban (1880. 13-19. sz. Tassy Zsuzska pere 1693, 1882. Néhány történelmi emlék Komáromban, Tűzesetek és tűzrendőri intézkedések Komáromban a mult században, 1883. 6– 12. sz. Iskolai szinjátékok Komáromban, Iskolai zavargás 1747-ben, 1884-85); a Magyar Könyv-Szemlében (1881. Adalék Szabó Károly Régi Magyar Könyvtárához); a Scriptores Ordinis S Benedicti (Vindobonae, 1881) c. vállalatnak is munkatársa volt.

## Művei
- Esztergom a tatárjárás korában. Esztergom, 1877 (előbb az Esztergom c. lapban)
- Rév-Komárom törekvései a szabad királyi városi jog elnyeréseért. Komárom, 1882 (különnyomat a rév-komáromi sz.-Benedek-rendi kis-gymnasium Értesítőjéből)
- Adatok a komáromi szent András templom történetéhez. Komárom, 1884 (különnyomat a komáromi kis-gymnasium Értesítőjéből)

## Álnevei
Bulchu, Szerencsétlen furulyás és Veridicus (az Esztergom- és a Komáromi Lapokban).